# Muhavura
Le Muhavura, également appelé Muhabura ou Muhavuru, est un volcan situé sur la frontière entre le Rwanda et l'Ouganda,.

## Géographie

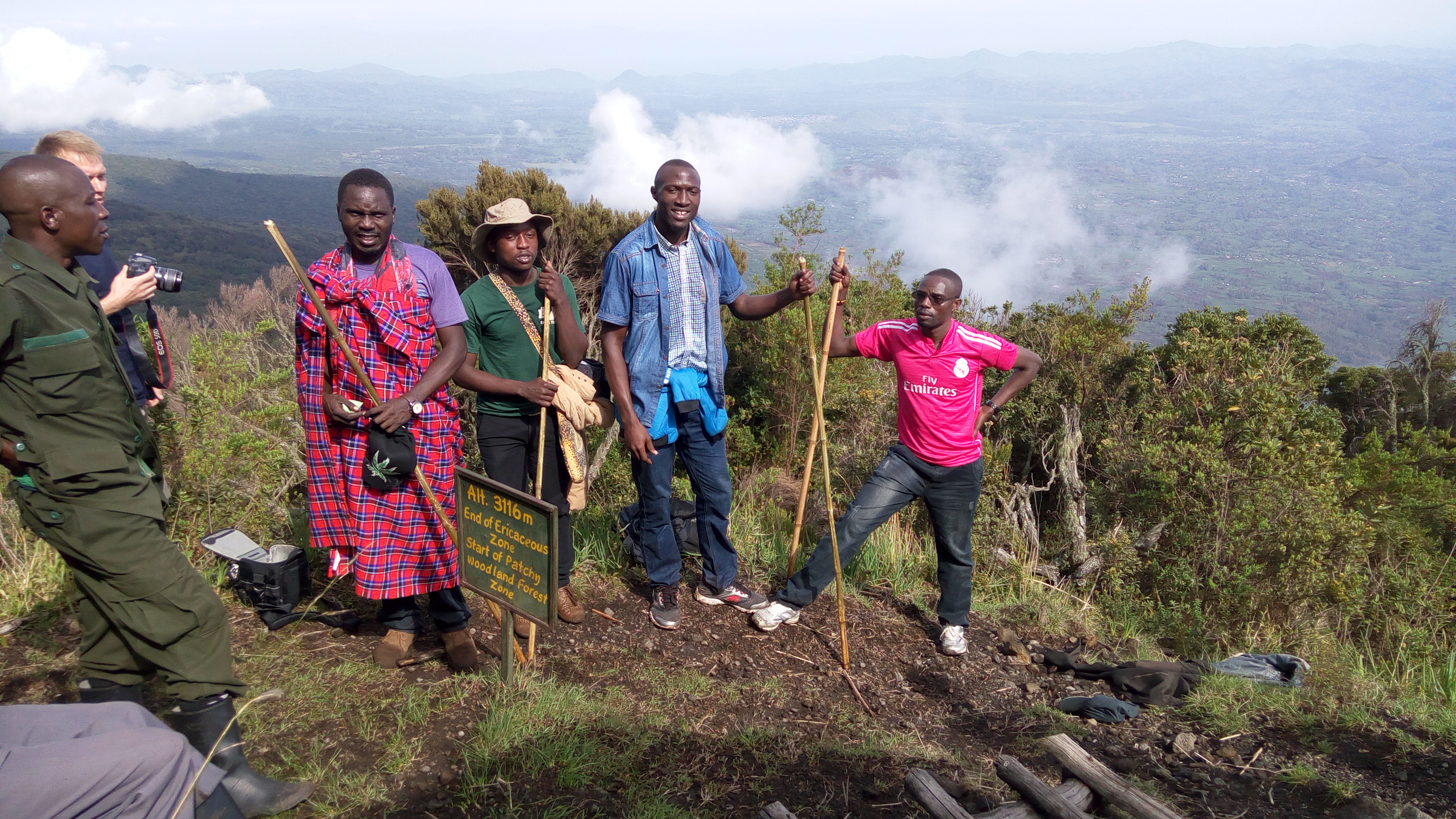
Ascension du mont Muhavura.

Le Muhavura est situé en Afrique de l'est, dans l'extrême Sud-Ouest de l'Ouganda, dans le Nord-Ouest du Rwanda, à cheval sur la frontière séparant le Rwanda qui couvre son flanc sud-est et l'Ouganda qui couvre son flanc nord-ouest, dans le centre de la branche occidentale de la vallée du Grand Rift, dans l'Est des montagnes des Virunga,. Il est entouré par le lac Mutanda et la ville de Kisoro au nord, le lac Bunyonyi au nord-est, le Gahinga à l'ouest, le lac Burera au sud-ouest, le lac Ruhondo au sud-sud-est, la ville de Ruhengeri au sud-sud-ouest et les monts Karisimbi, Visoke et Mikeno au sud-ouest.
Culminant à 4 127 mètres d'altitude, le Muhavura a la forme d'une montagne conique aux pentes régulières et prononcées et reliée à l'ouest au cône du Gahinga culminant à 3 474 mètres d'altitude. Les deux sommets sont formés de laves basanitiques et trachyandésitiques. Le Muhavura est couronné par le cratère Kabiranjuma contenant un petit lac de quarante mètres de diamètre,.
Le volcan est inclus dans le parc national des Volcans au Rwanda et dans le parc national des gorilles de Mgahinga en Ouganda.

## Histoire
Bien que la date de la dernière éruption du Muhavura soit inconnue, elle semble s'être produite récemment au niveau d'un petit cratère latéral.

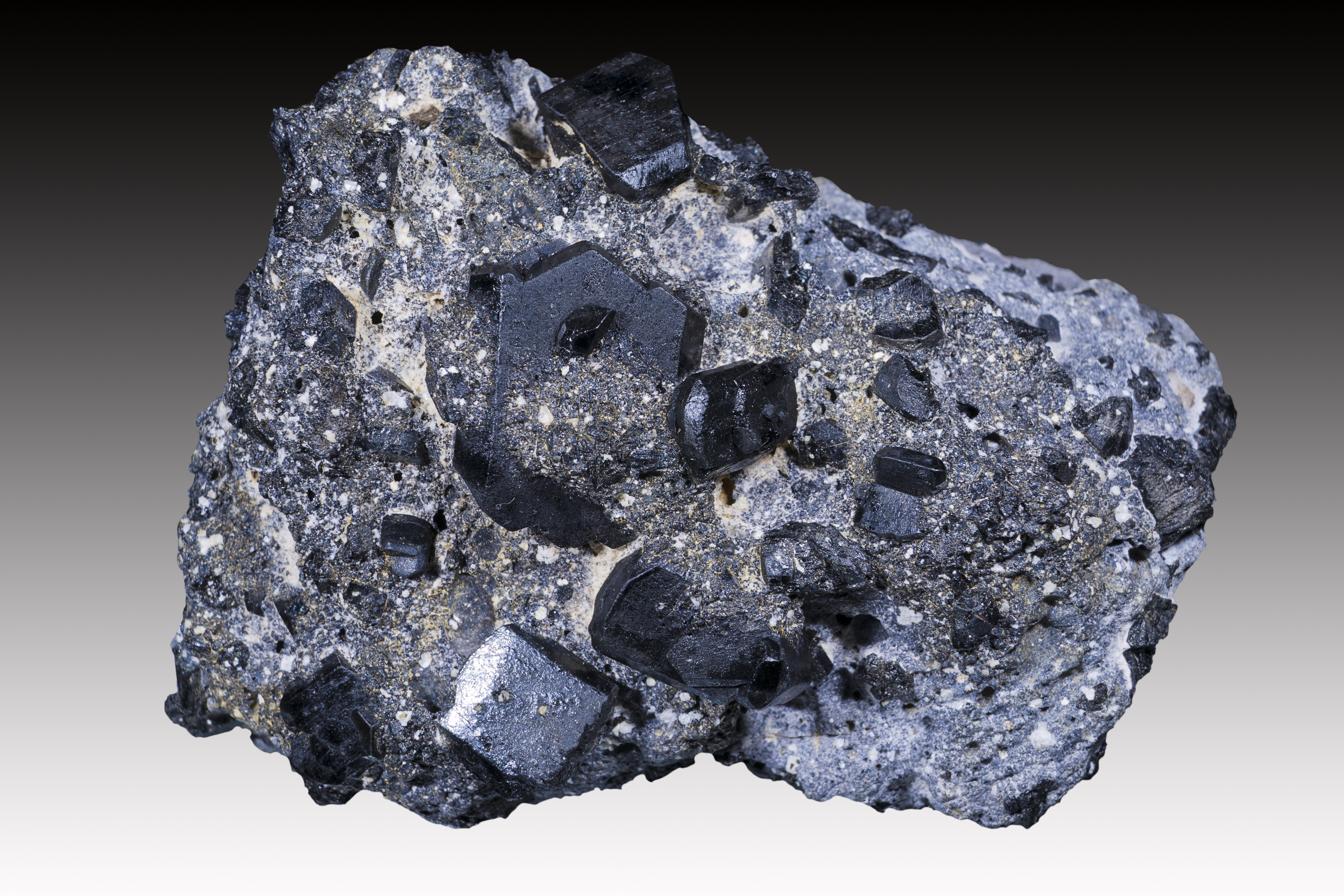
Échantillon d'augite du Muhavura.